# Delias berinda
Delias berinda, the Dark Jezebel là một loài bướm kích thước trung bình thuộc họ Pieridae, có màu vàng và trắng.